# Victoria Vizeu
Victoria Vizeu (São Paulo, 14 de abril de 2004) é uma esgrimista brasileira.

## Carreira
Natural de São Paulo, começou a disputar esgrima em 2012, ao doze anos e associou-se à Associação Brasileira de Esgrimistas em 2015.
Desde 2017, é atleta da esgrima do Club Athletico Paulistano.
Aos quinze anos de idade, defendeu o Brasil Jogos Pan-Americanos de 2019, realizado em Lima no Peru, onde disputou a modalidade espada por equipes feminino. A equipe brasileira disputou a medalha de bronze contra a Venezuela, mas perdeu por 45 a 37, ficando assim em quarto lugar.
Em setembro de 2021, trocou o Brasil pela França, para treinar o esporte.
Em dezembro de 2021, participou dos Jogos Pan-Americanos Júnior Cali-2021, na Colômbia. Na fase de pules, conseguiu três vitórias e duas derrotas, classificando-se em sétimo lugar. Na fase eliminatória, derrotou todas as adversárias, até chegar na final contra Clarismar Farias, da Venezuela, que derrotou por 15 a 8. Assim, Victoria conquistou o ouro individual. No final do ano letivo, concluiu o ensino médio no Colégio Bandeirantes, localizado na Vila Mariana.

### 2022
Em abril de 2022, participou da Copa Porto Alegre de esgrima, conquistando o título adulto de espada feminina.
Em outubro de 2022, nos Jogos Sul-Americanos Assunção-2022, disputou na modalidade por equipe com Nathalie Moelhausen e a Amanda Simeão. Após uma vitória de 45 a 36 sobre as atletas da Argentina, conquistaram o ouro por equipes.

### 2023
Em janeiro de 2023, participou da Copa do Mundo Júnior em Údine, na Itália. Na época, Victoria era número 42ª do ranking mundial juvenil, e estava na 3ª colocação entre as brasileiras no ranking mundial adulto. Victoria encerrou a competição na 21ª posição, após uma derrota no quadro de 32.
Em fevereiro de 2023, participou da Copa do Mundo Júnior de Espada Feminina, em Beauvais, na França. Terminou em nono lugar.
No começo de abril de 2023, em Plovdiv, na Bulgária, participou da competição de espada júnior no Mundial Cadete e Juvenil de esgrima. Na disputa feminina, Victoria teve sete vitórias, e terminou em 20º lugar. Em 15 de abril, participou da Etapa do Rio de Janeiro, na Urca, do Torneio Nacional de esgrima, no Brasil. Na final, derrotou Amanda Netto Simeão, e se sagrou campeã.
Fez parte da delegação brasileira nos Jogos Pan-Americanos de 2023, ocorridos em Santiago, no Chile. Integrou a equipe brasileira na modalidade espada, ao lado de Nathalie Moellhausen, Amanda Simeão e Ana Beatriz Bulcão, sendo Victoria a mais nova do time. A equipe brasileira derrotou as equipes da Colômbia, por 45 a 34. Depois, derrotou a Venezuela, por 45 a 35. Na final encarou a equipe do Canadá, vencendo por 45 a 40, e conquistando a medalha de ouro. Foi a primeira medalha de ouro da esgrima do Brasil nos Jogos Pan-Americanos desde a edição de 1967, em que Arthur Cramer conquistou a medalha, e a primeira medalha de ouro da esgrima feminina brasileira.
Desde 2003, atua como terceiro-sargento no Exército Brasileiro (EB). Também estuda adminstração na École supérieure des sciences économiques et commerciales, na França.